# Karol Toeplitz
Karol Henryk Toeplitz (ur. 20 marca 1936 w Sopocie, zm. 18 czerwca 2024 w Gdańsku) – polski filozof, etyk i tłumacz, profesor nauk humanistycznych, nauczyciel akademicki wielu uczelni.

## Życiorys
Uczeń prof. Leszka Kołakowskiego. Był tłumaczem na język polski prac wybitnego duńskiego filozofa Sørena Kierkegaarda.
W 1993 otrzymał tytuł profesora nauk humanistycznych.
Wykładał m.in. w gdańskiej Akademii Medycznej, na Wydziale Historyczno-Filozoficznym Akademii Pomorskiej w Słupsku oraz na Chrześcijańskiej Akademii Teologicznej w Warszawie do 2009.
Z okazji czterdziestolecia pracy naukowej dedykowano prof. Karolowi Toeplitzowi pracę zbiorową pt. Jest-że dla prawdy przyszłość jaka? (Wydaw. Adam Marszałek, Toruń 2001, ISBN 83-7174-885-X).
Został pochowany na cmentarzu komunalnym w Sopocie (sektor: L4, rząd: 2, grób: 80).

## Wybrane prace
- He/u/rezje, czyli preantyczna teraźniejszość (Publisher-Innowacje, Goleszów 2007, ISBN 978-83-88704-51-2)
- Kierkegaard (Wiedza Powszechna, Warszawa 1975)